# Brandon Pieters
Brandon P. Pieters (22 april 1976) is een golfprofessional uit Zuid-Afrika. 
Pieters werd in 1994 professional en speelt op de Sunshine Tour. Hij heeft ruim twintig toernooien gespeeld die ook voor de Europese PGA Tour telden maar is daar nooit in de top-10 geëindigd. 
Hij is verbonden aan The Lake Club in Benoni.

## Gewonnen
Sunshine Tour
- 2009: Vodacom Business Origins of Golf Tour in Pretoria, Vodacom Business Origins of Golf Tour op Fancourt, Vodacom Business Origins of Golf Tour Final
- 2010: BMG Classic